# Cristiane Lopes
Cristiane Lopes da Luz Benarrosh (Porto Velho, 17 de novembro de 1983) é uma jornalista, redatora e política brasileira filiada ao União Brasil (UNIÃO).

## Carreira política
Começou como candidata à Câmara Municipal de Porto Velho nas eleições de 2016, sendo eleita pelo PP com 2.887 votos.
Nas eleições estaduais de 2018, tentou uma vaga à Câmara dos Deputados, ainda pelo PP, mas ficou na suplência, com 20.350 votos.
Nas eleições municipais de 2020, se candidatou à prefeitura de Porto Velho, pela coligação Juntos Por Amor a Porto Velho formada pelo PP e PROS, tendo como vice o Delegado Pedro Mancebo (PROS).No primeiro turno, obteve mais de 31 mil votos (14,32% dos votos válidos). Ficou atrás somente do prefeito Hildon Chaves (PSDB) e à frente de Vinicius Lopes (Cidadania).No segundo turno, Hildon Chaves foi reeleito prefeito com mais de 109 mil votos, enquanto Cristiane Lopes obteve cerca de 92 mil votos.
Nas eleições estaduais de 2022, concorreu a uma vaga de deputada federal na Câmara dos Deputados, sendo eleita pelo União Brasil (UNIÃO) para 57° legislatura com 22.806 votos.